# Festival de l'ail de Gilroy

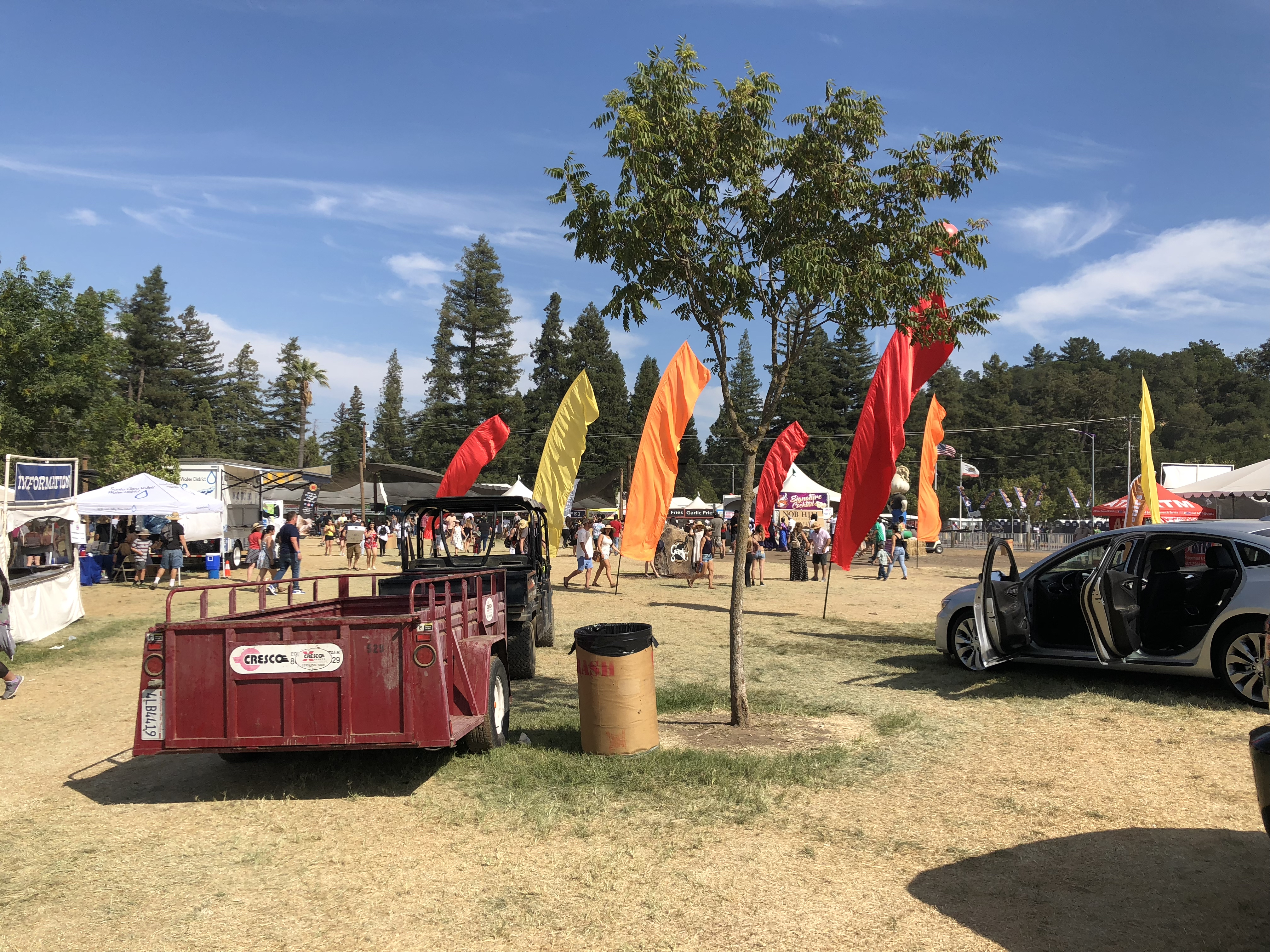
Gilroy Garlic Festival le 6 août 2018

Le festival de l'ail de Gilroy (Gilroy Garlic Festival en anglais) est un festival gastronomique consacré à l'ail organisé chaque année à Gilroy, ville californienne célèbre pour sa production d'ail. Le festival, fondé en 1979, se déroule sur trois jours, le dernier week-end du mois de juillet.
Durant toute la durée des festivités, plusieurs dizaines d'exposants proposent au public des spécialités culinaires autour de l'ail, aussi diverses et variées que la crème glacée ou les frites à l'ail ; sont également organisés des concerts, une compétition culinaire, des dégustations, des ateliers, des animations pour les plus jeunes, la liste n'étant pas exhaustive.
Le 28 juillet 2019, une fusillade a eu lieu lors de la 41e édition du festival. Quatre personnes, dont le tireur, ont été tuées et 12 autres blessées.
En 2020, le festival a été annulé pour raison de pandémie de Covid-19.